# Cladonia ahtii
Cladonia ahtii S. Stenroos (1989) è una specie di lichene appartenente al genere Cladonia,  dell'ordine Lecanorales.
Il nome proprio deriva dal lichenologo finlandese Ahti, nato nel 1934 e vincitore, nel 2000, della Acharius Medal.

## Caratteristiche fisiche
Il fotobionte è principalmente un'alga verde delle Trentepohlia.
All'esame cromatografico del TLC (Cromatografia su strato sottile) ha rivelato tracce di acido didimico, condidimico, subdidimico e rodocladonico.

## Habitat
Rinvenuta su terreni sabbiosi ad Eucalyptus, in particolare è abbondante su tronchi basali di Eucalyptus robusta.

## Località di ritrovamento
La specie è stata rinvenuta nelle seguenti località:
- Brasile (Rio Grande do Sul);
- Uruguay

## Tassonomia
Questa specie attualmente appartiene alla sezione Cocciferae; a tutto il 2008 non sono state identificate forme, sottospecie e varietà.